# NGC 1418
NGC 1418 (również PGC 13606) – galaktyka spiralna z poprzeczką (SBb), znajdująca się w gwiazdozbiorze Erydanu. Odkrył ją William Herschel 5 października 1785 roku.
W galaktyce tej zaobserwowano supernową SN 2013gy.